# Bahnerdung

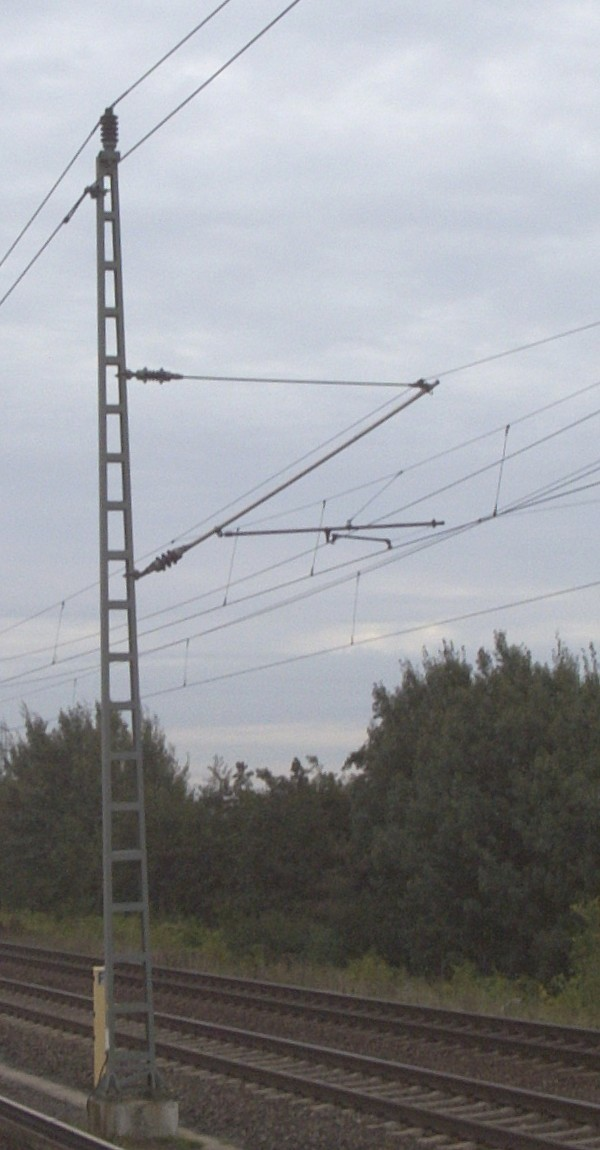
Stahl-Oberleitungsmast mit zusätzlicher Versorgungsleitung an der Spitze und Erdseil darunter

Die Bahnerdung ist eine Erdungsmaßnahme, die im Bereich von elektrisch betriebenen Bahnen angewandt wird. Bei Arbeiten dient sie dem Schutz von Personen und Betriebsmitteln im Oberleitungs- bzw. Stromschienen- und im Stromabnehmerbereich. Die Bahnerdung wird für Deutschland in der DIN EN 50122-1 geregelt. Je nach Bodenverhältnissen werden verschiedene Erdungsmaßnahmen vorgenommen. Auch unterscheiden sich die Systeme der Bahnerdung international.

## Grundlagen
Werden bei elektrisch betriebenen Bahnen die Fahrschienen als Stromrückleitung verwendet, entsteht zwischen den Schienen und der Erde eine Potentialdifferenz, deren Höhe von verschiedenen Faktoren abhängt. Je nach Längswiderstand der Rückleitung, Höhe des Betriebsstromes, Abstand zum Unterwerk (Umspannwerk) und Fahrbetrieb in den angrenzenden Strecken kann das Schienenpotential unzulässig hohe Werte erreichen. Die Berührungsspannung kann zur Gefährdung von Personen führen, die zugleich Kontakt mit den Gleisen und dem Erdboden oder einem geerdeten Bauteil aus Metall haben.
Die Bahnerdung schützt vor einem unzulässig hohen Schienenpotential. Die Bahnerdung unterscheidet sich in einigen Punkten von den Erdungssystemen der öffentlichen Stromversorgung. Da sich die Rückleitung des Betriebsstroms nicht vollständig von der Erde isolieren lässt, fließen über Bahnerdung und Erdreich auch Rückströme der elektrisch angetriebenen Eisenbahnzüge. Aufgrund der mit 16,7 Hertz deutlich niedrigeren Frequenz des Bahnstromes breiten sich diese Erdströme anders aus als es bei einer Netzfrequenz von 50 Hertz der Fall ist.

## Bahnerde

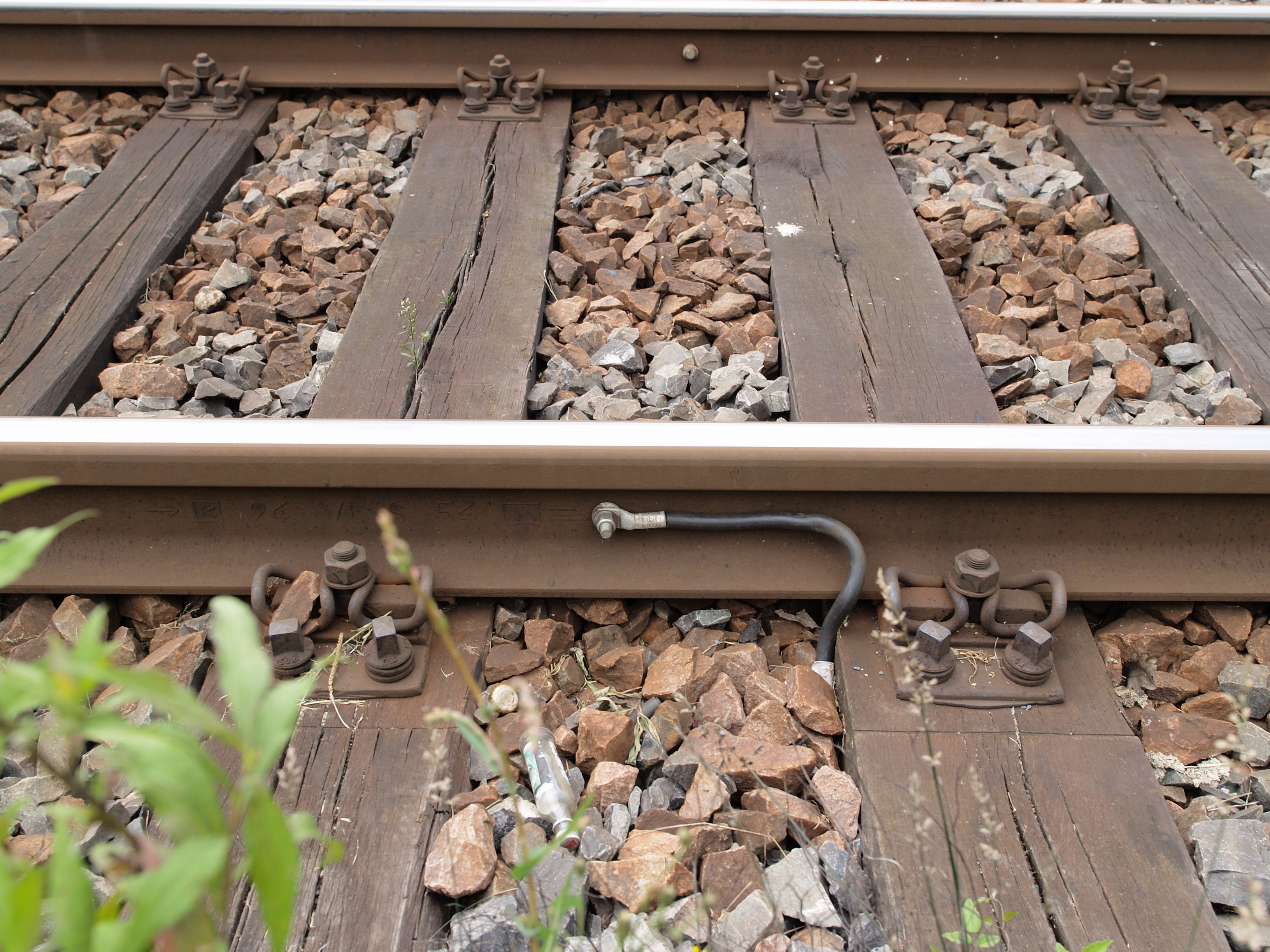
Erdungsanschluss am Gleis mit Kontaktbuchse im Schienensteg

Die Bahnerde, früher auch Schienenerde genannt, besteht aus den als Rückleiter für den Fahrstrom dienenden Fahrschienen und sämtlichen mit ihnen verbundenen Leitungen, Fahrzeugen und Anlageteilen. Die Erdung muss die in den Vorschriften wie der EN 50122-2 vorgegebenen Grenzwerte einhalten. Um einen ausreichenden Leitwert in Längs- und Querrichtung zu erreichen, müssen die Schienen gut leitend miteinander verbunden werden. Hierzu werden die Schienenstöße in Längsrichtung entweder verschweißt oder über eine verschraubte Laschenverbindung leitend miteinander verbunden. Bei nebeneinander liegenden Gleisen mit einem Gleisabstand von 30 Metern und weniger müssen die Gleise mittels Gleisverbindern untereinander verbunden werden. Zur Verbesserung der Rückleitungsverhältnisse werden bei einigen Netzbetreibern, beispielsweise in der Schweiz separate Rückleitungen über die Fahrleitungsmasten verlegt und mit der Bahnerde verbunden. Diese Erdseile müssen einen genügend großen Querschnitt haben. In der Regel reichen Erdseile mit einem Querschnitt von 95 mm² aus. Bei felsigem oder schlecht leitendem Untergrund sowie im Bereich von Gleichstrombahnen ist ein größerer Querschnitt erforderlich, der aus mehreren parallel verlegten Erdseilen zusammengestellt wird. 
Der Rückstrom soll überwiegend durch das Erdseil fließen. Dazu müssen die Erdseile einen deutlich niedrigeren Widerstand als die Fahrschienen haben.
Die Erdseile dienen zugleich als Schutzerdung sowie zur Minderung der Potentialdifferenz zwischen Fahrschienen und Erdreich. Die Erdungsseile werden nach Möglichkeit mit den Fahrleitungsmasten verbunden. 
In Abständen von 250 bis 300 Metern werden zudem die Fahrschienen elektrisch leitend mit den Fahrleitungsmasten verbunden. Wenn es keine besonderen Rückleitungsseile gibt, werden alle Fahrleitungsmasten und zusätzlich alle Metallteile im Rissbereich der Fahrleitung mit den Fahrschienen verbunden. Zum Schutz vor Beschädigungen insbesondere durch Baumaschinen wie Schotterplaniermaschinen werden diese Querverbindungen in der Schotterbettung geführt.
Bei einschienig isolierten Gleisstromkreisen werden die Erdverbindungen nur an die Erdschienen angeschlossen und auch nur diese werden miteinander vermascht. Damit die Fahrleitung sicher abgeschaltet wird, auch wenn ein Kurzschluss zum isolierten Strang eintritt und um zusätzlich die sicherungstechnischen Anlagen vor Schäden zu schützen, erhalten einschienig isolierte Gleisstromkreise Spannungsdurchschlagsicherungen. Diese sind in Grundstellung nichtleitend und schlagen beim Überschreiten einer definierten Spannung durch.

## Bauwerkserdung
Die Bauwerkserdung wird als Erdung im Bereich von Tunneln oder anderen Kunstbauten angewandt. Alle elektrisch leitfähigen Metallteile wie die Beton-Bewehrung der Tunnel-Auskleidung, von Stützmauern und Gebäuden sowie Metallkonstruktionen im Bereich der Bahntrasse werden miteinander elektrisch leitend verbunden. Die Bauwerkserdung wird separat von Bahnerde und der Erde des öffentlichen Netzes verlegt und kann optional mit der Bahnerde verbunden werden. Werden Bahnerde und Bauwerkserde nicht verbunden, muss dies dokumentiert werden und es muss dafür gesorgt sein, dass die Trennung über die Lebensdauer des Bauwerks sichergestellt bleibt.
Bei Gleichstrombahnen ist eine konsequente Trennung zwischen der Schutzerde des Niederspannungsnetzes und der Bauwerkserde und besonders zur Bahnerde einzuhalten. Bei getrennter Verlegung muss der Personenschutz durch andere Maßnahmen wie z. B. isolierte Gehwege erreicht werden. Automatische Erdungskurzschließer können Bauwerkserde und Bahnerde bei unzulässig hoher Potentialdifferenz vorübergehend miteinander verbinden.

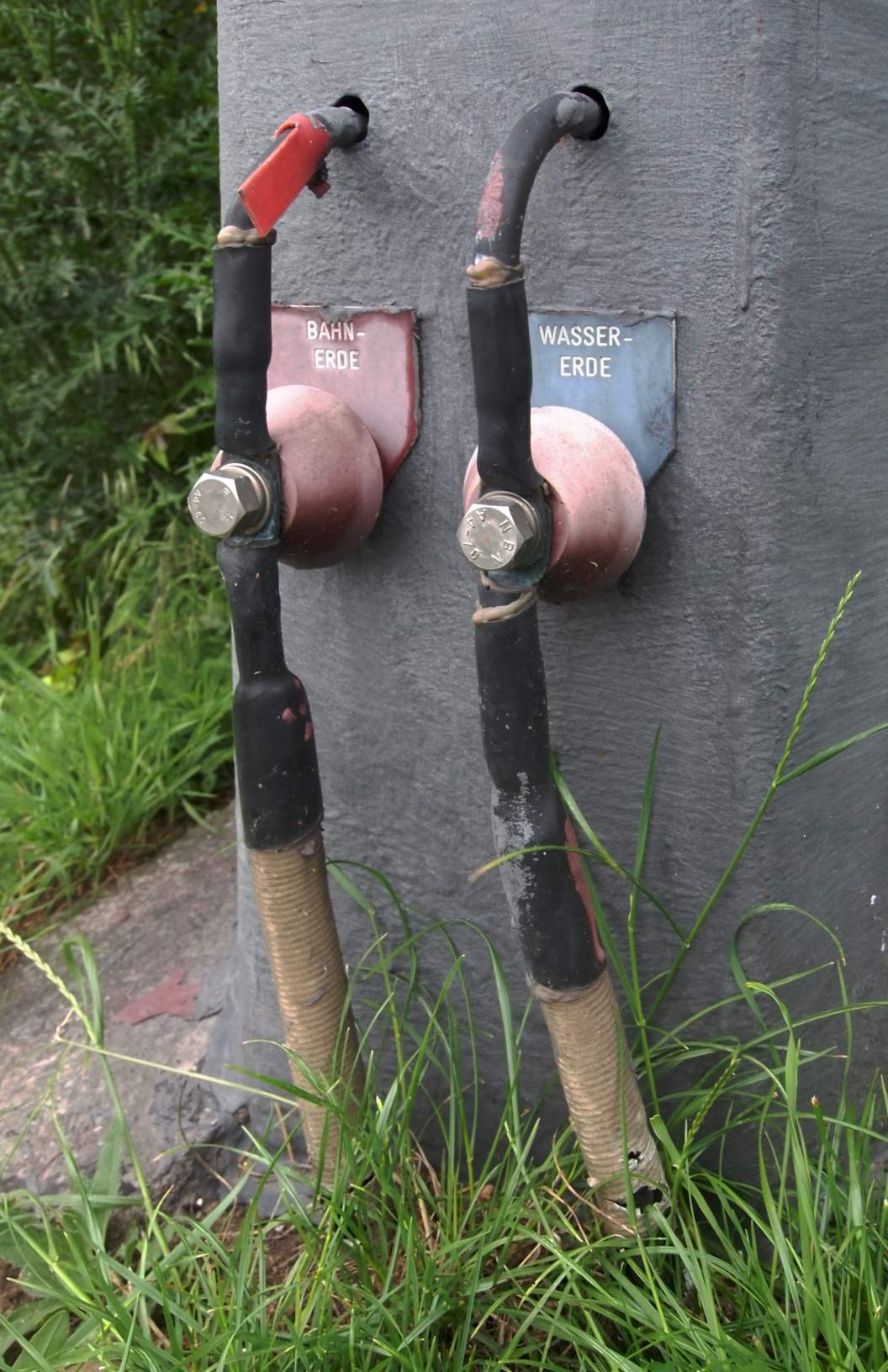
Getrennte Bahnerde und Wassererde

## Wassererde

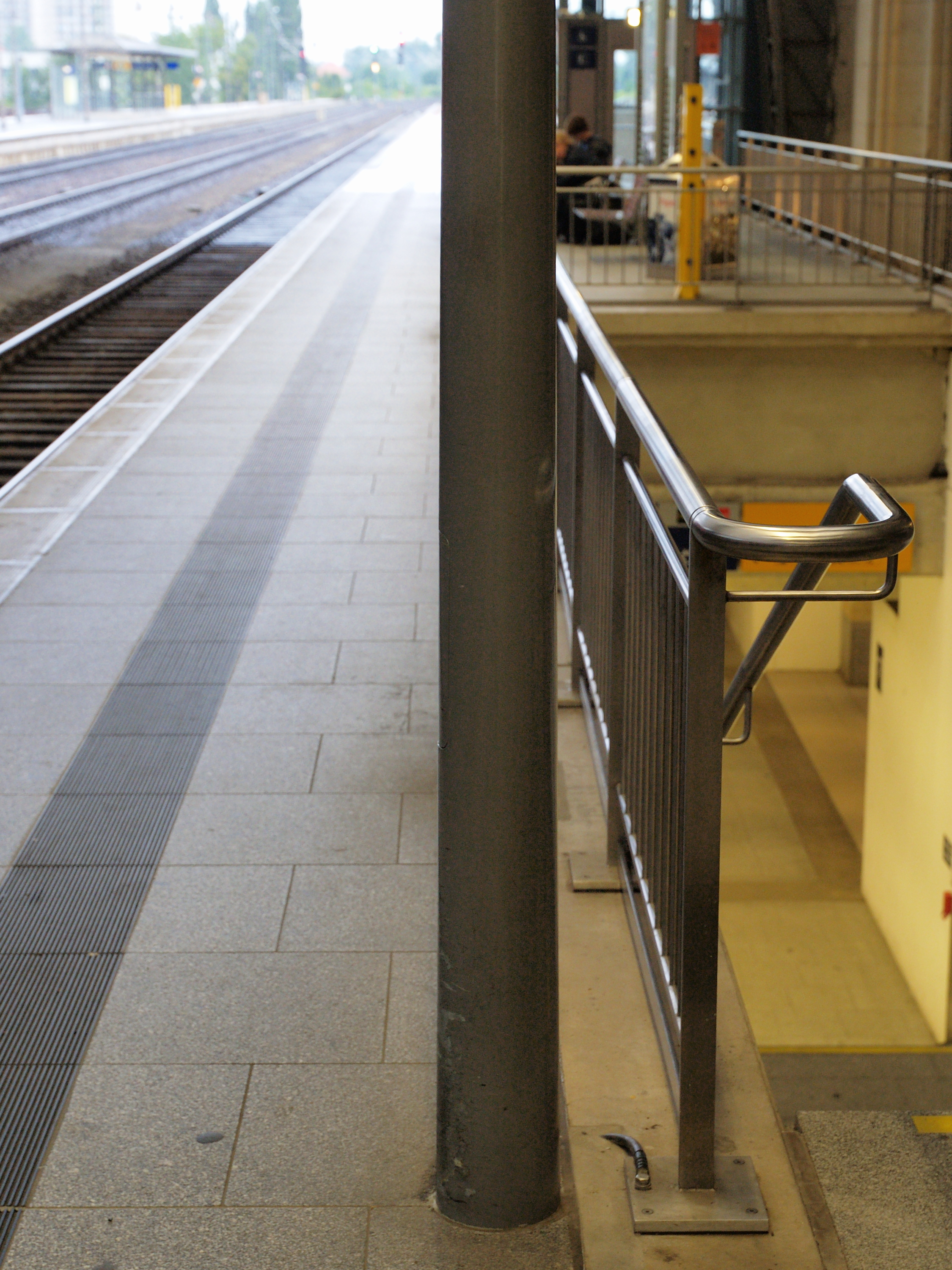
Geerdetes Geländer auf einem Bahnsteig

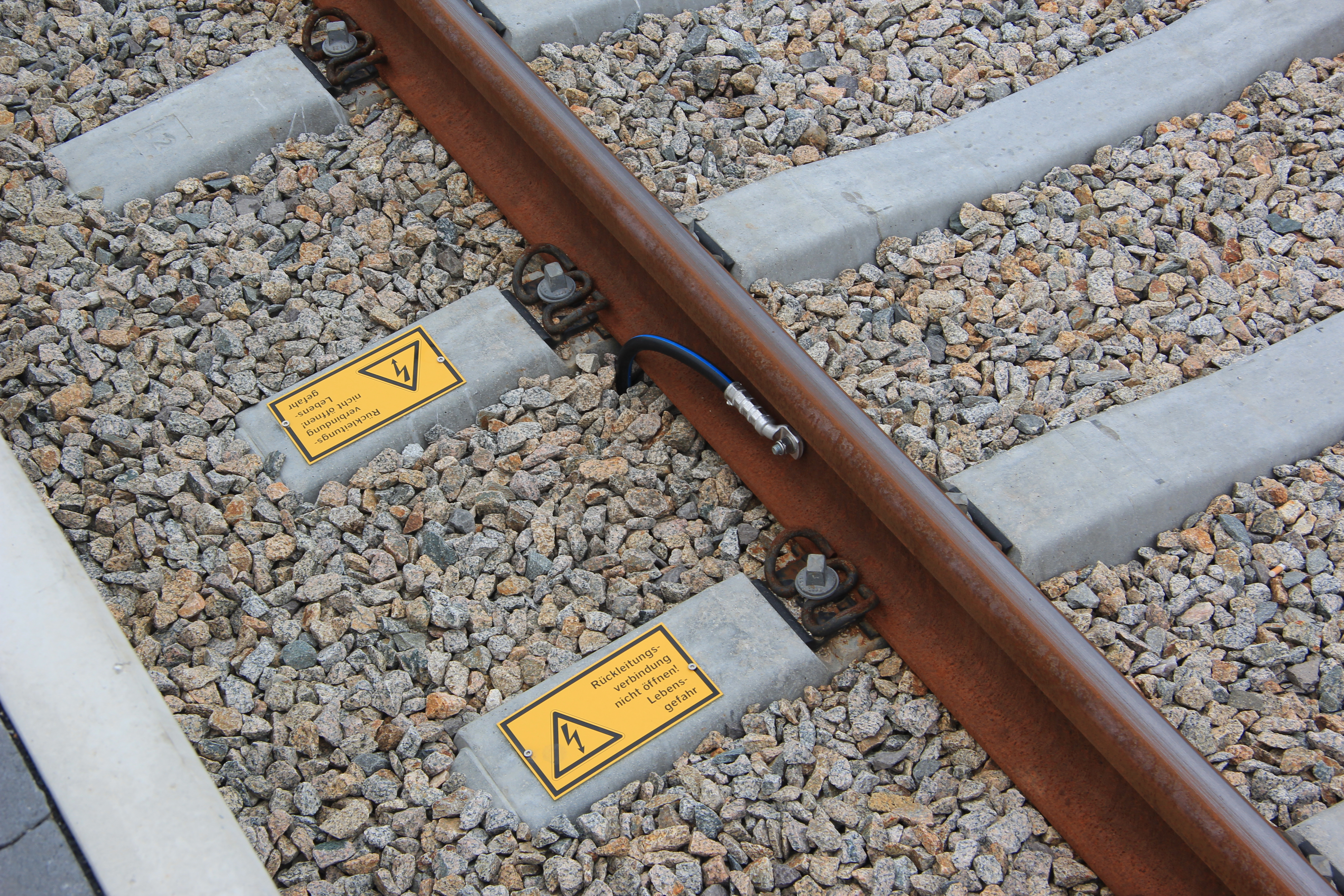
Kennzeichnung der Rückleiter-Verbindung im 15 kV Bahnstromsystem

Als Wassererde oder EW-Erde (EWE) wird in der Bahntechnik das allgemeine Erdpotential bezeichnet. In der Vergangenheit wurden im Erdboden verlegte metallische Wasserleitungen und sonstige erreichbare Erder (Banderder, Tiefenerder) genutzt. Heute werden häufig Flächenerder unterhalb der Sauberkeitsschicht der Gründung der entlang der Gleise errichteten Bauwerke verlegt.
Die Wassererde wird im Bereich von Werksanlagen der Bahn für die Hochspannungsbereiche entweder separat oder in Kombination mit der Niederspannungserdung verwendet. Bei Transformatoren wird der Sternpunkt mit der Wassererde verbunden. In Niederspannungsnetzen der Bahnanlagen dient die Wassererde als Netzerdung. Um Streuströme und Schäden an parallel zur Gleisanlage verlegten Rohren und Kabeln zu vermeiden, wird die Wassererde von der Bahnerdung, also vom Leiter für den Rückstrom und den Fahrschienen, getrennt verlegt. Dadurch kann es zu Potentialunterschieden zwischen Wassererde und Bahnerde kommen. Um diese zu minimieren, werden Bahnerde und Wassererde in bestimmten Abständen miteinander verbunden.

## Probleme

### Potentialverschleppung
Aufgrund der Bahnerdung kann es unter bestimmten Voraussetzungen zur Potentialverschleppung kommen. Dies kann dazu führen, dass Rückströme in das Netz der öffentlichen Versorger eingeschleppt werden. Dies kann zu einer Beeinflussung der elektrischen Anlagen im VNB-Netz führen. Bei der Frequenz von 16,7 Hz sind die Stromverdrängungseffekte weniger stark ausgeprägt als bei 50 Hz. Dadurch können die Ströme weiter ins Erdreich eindringen. Das hat zur Folge, dass der Erdrückstrom weniger eng an die Leitungstrasse gebunden ist. Zur Verschleppung des Potentials der Bahnerde kommt es insbesondere dann, wenn außerhalb der Bahntrasse liegende Objekte mit der Bahnerde leitend verbunden werden. Dadurch wird der Potentialtrichter, der rechts und links parallel zur Bahntrasse entsteht, von der Bahntrasse nach außen verschoben. Dies führt zu einer Einstreuung von Bahnfrequenzen in das öffentliche Netz. Aber auch in dicht bebauten Gebieten kommt es aufgrund der niedrigen Erdungsimpedanzen zu einer Kopplung des Bahnstroms und des Netzstroms. Im Bereich von Bahnhöfen wird die Niederspannung für die elektrischen Anlagen in der Regel aus dem öffentlichen Netz bezogen; hier kann es zu einem ungewollten, aber auch zu einem gewollten Zusammenschluss der beiden Erdungssysteme kommen. Um einen Potentialausgleich zwischen beiden Erdungen zu erzielen, wird dann die Bahnerde mit der Schutzerde verbunden. Dies kann zum Einkoppeln von störenden 16,7-Hertz-Strömen in das Niederspannungsnetz führen.

### Streuströme
Bereits wenige Jahre nach dem Betrieb der ersten mit Gleichstrom betriebenen Bahnen entdeckte man Schäden an den in der Nähe der Bahnlinien unterirdisch verlegten Wasser- und Gasrohren und suchte nach den Ursachen. Bei Gleichstrombahnen kann es zu Streuströmen im Erdreich kommen. Dadurch bedingt werden Rohrleitungen oder andere metallische Bauteile, die im Erdreich verlegt sind, durch elektrochemische Korrosion zerstört. Außerdem besteht die Gefahr, dass Kabel thermisch überlastet werden. Aber auch bei Wechselstrombahnen kann es zu Beeinträchtigungen kommen. Bei kathodisch geschützten Rohrleitungen, die in unmittelbarer Nähe parallel zur Bahntrasse im Erdreich verlegt sind, kommt es zu induktiven Einkopplungen. Das Korrosionsrisiko ist am größten, wenn die Wechselstromdichte den kritischen Wert von 30 Ampere pro Quadratmeter überschreitet und die Fehlstelle etwa 1 Quadratzentimeter groß ist. Dies kann an den Fehlstellen der Rohrleitungen sogar zu Lochfraß führen.

## Abhilfen
Um das Verschleppen des Bahnpotentials zu vermeiden, gibt es unterschiedliche Lösungsansätze. Die Bahnerde ist nach Möglichkeit nicht mit der Netzerde zu verbinden. Im Bereich von Bahnhöfen sollte die Netzversorgung über separate Transformatoren erfolgen, dadurch ist die Bahnerde sicher von der Netzerde getrennt. Nach Möglichkeit sollten keine längeren elektrisch leitfähigen Objekte, wie z. B. Rohrleitungen, Leitplanken oder ähnliches, entlang der Bahntrasse verlegt werden. Zäune oder Mauern, die sich entlang der Bahntrasse befinden, sind nicht mit der Bahnerde zu verbinden. Nach Möglichkeit sollte der Berührungsschutz der Schutzerdung vorgezogen werden. Um den Triebrückstrom von Gleichstrombahnen wirksam vom Erdreich zu trennen, müssen die Schienen von Gleichstrombahnen, insbesondere in Bereichen, in denen mit einer Beeinflussung durch Streuströme zu rechnen ist, gegenüber dem Erdreich isoliert verlegt werden. Das betrifft auch Anlagenteile, die wie Gleisanschlusskästen und Drosselstoßtransformatoren von Gleisstromkreisen prinzipbedingt mit dem Gleisnetz galvanisch verbunden sein müssen. Nach Möglichkeit sollte ein engmaschiger Potentialausgleich zur Vermeidung von Potentialunterschieden erstellt werden. Rohrleitungen, die entlang der Bahntrasse verlegt werden, sollten zum Schutz gegen Lochfraß mit einer Isolierschicht versehen sein. Besonders geeignet sind hier Vollschutzrohre mit optimalem Korrosionsschutz und Zementmörtelumhüllung. Diese Rohre haben keine Verbindung zur Bahn- oder Netzerde, sind aber trotzdem gut elektrisch leitend miteinander verbunden. Dadurch kann es nicht zu Potentialunterschieden kommen.
Die Gleisnetze von Gleich- und Wechselstrombahnen dürfen ebenfalls nicht galvanisch miteinander verbunden werden, um insbesondere das Abirren des Triebrückstromes der Gleichstrombahn in das Wechselspannungsnetz zu verhindern. Gleisverbindungen in dieser Form werden durch Abriegelstöße in Form von zwei Isolierstößen hintereinander in jeder Schiene gegeneinander isoliert.